# 華沙 (印第安納州)
華沙（英語：Warsaw）是一個位於美國印地安納州科西阿斯科縣的城市。根據2010年美國人口普查，該地人口為13559人，而該地的面積約為34.88平方千米。同時該地也是科西阿斯科縣的縣治。

## 地理
華沙的座標為41°14′26″N 85°50′49″W / 41.24056°N 85.84694°W，而該地的平均海拔高度為251米（即823英尺）。